# Enterotoxin
Enterotoxine (griechisch von enteron = Darm und toxíne = giftig) sind Gifte, welche den Darm angreifen und oft Verursacher von Nahrungsmittelvergiftungen mit nachfolgender Gastroenteritis sind. Es handelt sich um Proteine, die von manchen Bakterienarten oder -stämmen abgesondert werden, und die die Hauptursache für deren Pathogenität darstellen. So verursachen Enterotoxine die Symptome der Krankheiten Cholera, Reisediarrhoe und Bakterienruhr. Die Wirkungsweise kann unterschiedlich sein, so agieren Enterotoxine beispielsweise als Enzyminhibitor oder als Superantigen. Enterotoxine eignen sich zum Einsatz als Biologische Waffe.
Zahlreiche Bakteriengattungen und -arten bilden Enterotoxine, zum Beispiel:

## Grampositive
- Clostridium perfringens
- Bacillus cereus
- Staphylococcus aureus (SEB, TSST)

## Gramnegative
- Shigella (ShET 1/2)
- Pathogene Escherichia coli-Stämme
- Yersinia enterocolitica
- Vibrio (Choleratoxin)
- Aeromonas
- Plesiomonas
- Campylobacter